# یومی کاکازو
یومی کاکازو (انگلیسی: Yumi Kakazu؛ زادهٔ ۱۸ ژوئن ۱۹۷۳) صداپیشه اهل ژاپن است. وی از سال ۱۹۹۶ میلادی تاکنون مشغول فعالیت بوده‌است.